# Konrad Krzyżanowski

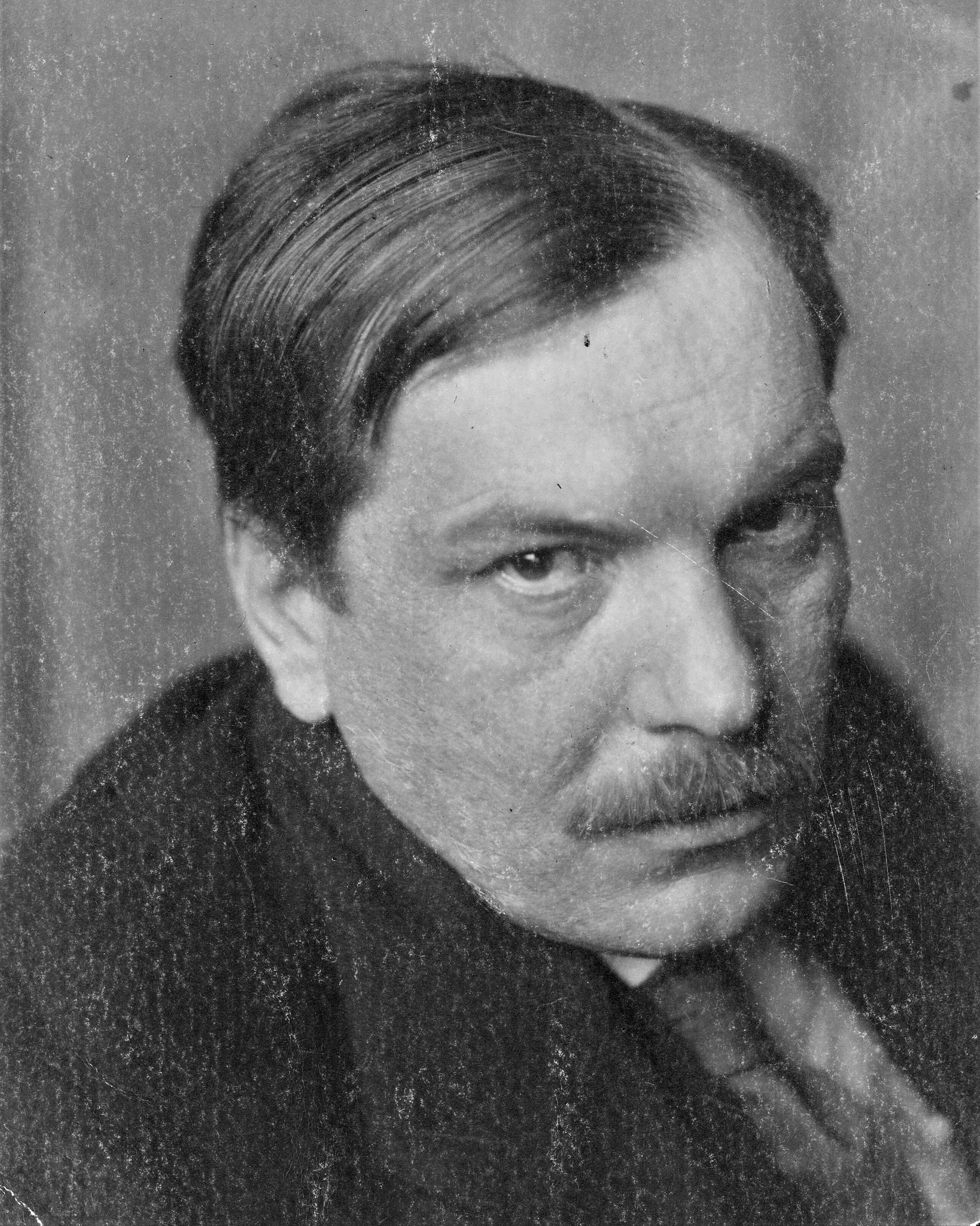
Konrad Krzyżanowski

Konrad Krzyżanowski (* 15. Februar 1872 in Krementschuk; † 25. Mai 1922 in Warschau) war ein polnischer Maler des frühen Expressionismus.
Er begann sein Studium in Kiew an der Malschule von Nikolai Muraschko und setzte es an der Sankt Petersburger Russischen Kunstakademie fort, wo er unter den Einfluss von Archip Iwanowitsch Kuindschi gelangte. 1897 kam er nach München, um dort an der Malschule von Simon Hollósy zu studieren.
1900 kam er nach Warschau, wo er gemeinsam mit Kazimierz Stabrowski eine private Malschule gründete. 1904–1909 unterrichtete er an der Warschauer Schule der Schönen Künste. Danach verbrachte er vier Jahre in Paris und London.
Nach dem Ausbruch des Ersten Weltkrieges verbrachte er drei Jahre in Podolien und bei den Verwandten in Wolhynien. 1917–1918 unterrichtete er an der polnischen Schule der Schönen Künste in Kiew.
Nach dem Kriegsende kam er wieder nach Warschau, wo er seine Malschule reaktivierte. Einer seiner Schüler war Edward Kokoszko.

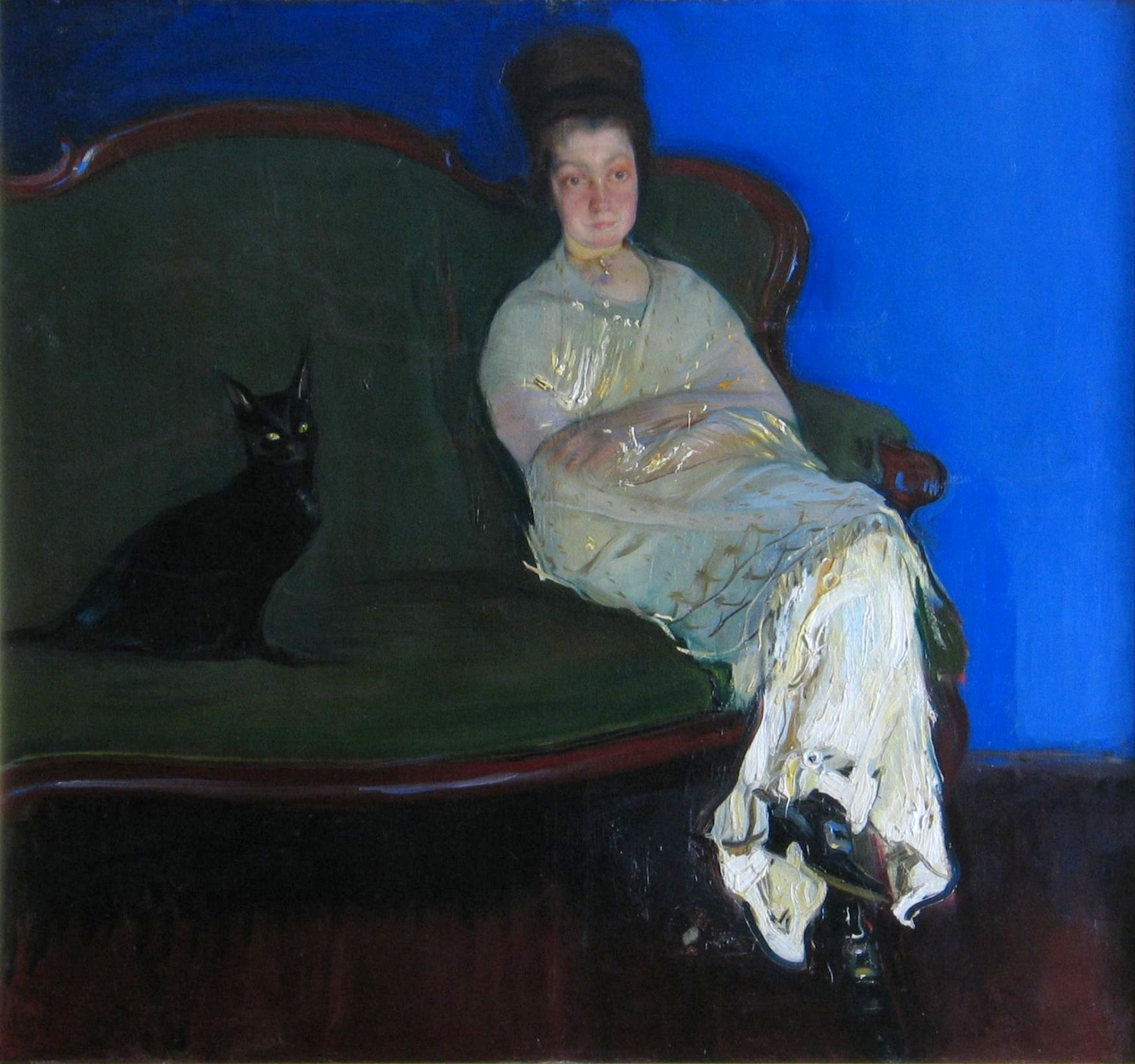
Ehefrau mit der Katze
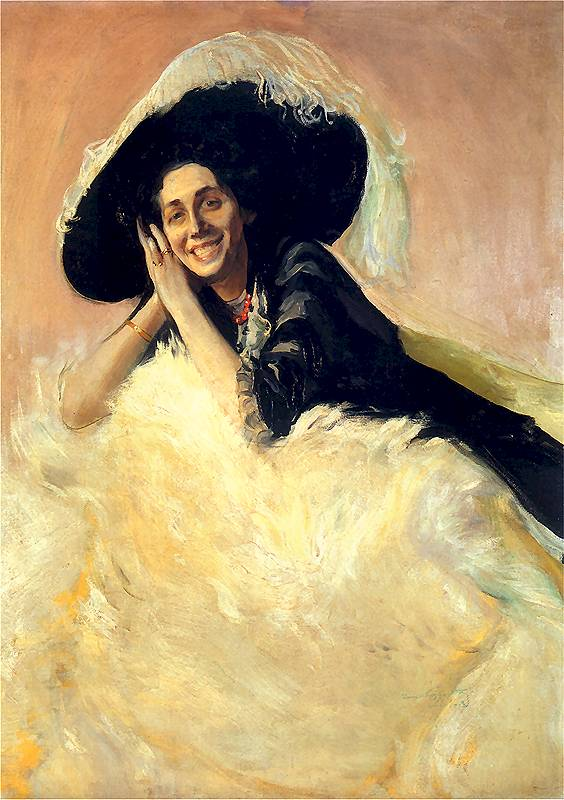
Frau Janina Wilczyńska
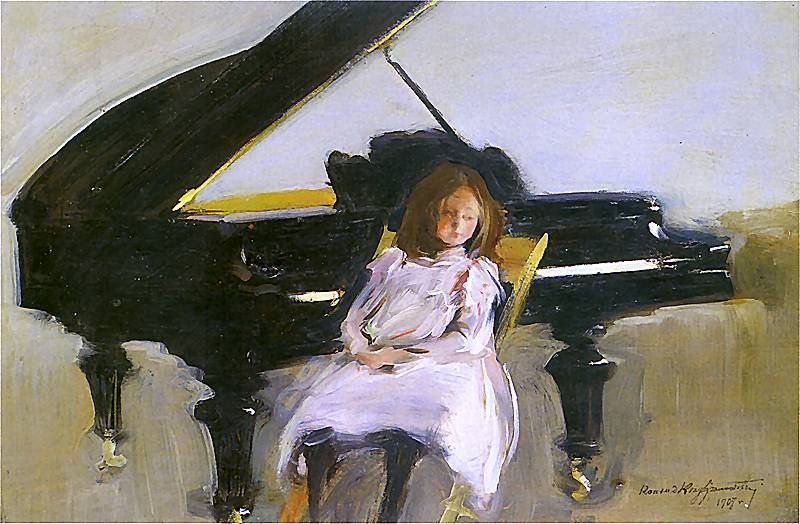
Mädchen am Klavier
Wolken in Finnland